# Formiltetraidrofolato deidrogenasi
La formiltetraidrofolato deidrogenasi è un enzima appartenente alla classe delle ossidoreduttasi, che catalizza la seguente reazione:
10-formiltetraidrofolato + NADP+ + H2O ⇄ tetraidrofolato + CO2 + NADPH + H+